# Mezná, Tábor
Mezná là một làng thuộc huyện Tábor, vùng Jihočeský, Cộng hòa Séc.